# Потоцкий, Игнацы (ум. 1765)
Игнацы Потоцкий (около 1715—1765) — польский магнат, чашник великий коронный (1764—1765), староста глинянский, луковский, новосельский и гусятинский (1762).
Представитель польского магнатского рода Потоцких герба «Пилява».

## Биография
Младший коронного референдария и старосты львовского Стефана Потоцкого (1665—1730) от второго брака с Констанцией Денгоф. Старший брат — староста львовский Иоахим Потоцкий.
8 ноября 1764 года во Львове был оформлен акт дарения бездетного старосты каневского Николая Потоцкого в пользу своих родственников Антония Михаила, Юзефа, Иоахима Кароля, Теодора, Игнацы и Винцента Потоцких. Согласно ему староста глинянский Игнацы Потоцкий и его племянник Винцент (сын старосты львовского Иоахима Потоцкого) получили во владение город Барыш, села Бобулинцы, Незвища, Гарасища, Лука, город Поток, села Зубрец, Порхова, Незвиско, Залищики, Соколов, Русилов, Космирин, Костыльники, Губин, Униж, Сновидов, Возилов, Стенка, Коропец, Пшеничное, Бушин, Подвока, часть села Живачаны.

## Семья и дети
Игнацы Потоцкий был дважды женат. Его первой женой в 1753 году была Юзефа Петронелла Сулковская (ум. 1756), дочь ловчего надворного литовского Александра Юзефа Сулковского. Дети от первого брака:
- Марианна (9 июля 1754 — 23 ноября 1782), 1-й муж с 1775 года староста эйшишский Ежи Соллогуб (1751—1777), 2-й муж с 1780 года генерал коронной артиллерии, граф Алоизий Фредерик Брюль (1739—1793)
- Александр (30 марта 1756 — 10 мая 1812), министр полиции Великого герцогства Варшавского

В 1758 году вторично он женился на Урсуле Дзедушицкой (1729—1783), дочери хорунжего теребовельского Яна Петра Дзедушицкого. Дети от второго брака:
- Николай (1760—1790), староста глинянский
- Беата (1760 — 25 августа 1824), жена коронного подчашего Михала Чацкого (ок. 1753—1828), брата Тадеуша Чацкого.